# Żuki (sielsowiet Horanie)
Żuki (biał. Жукі, ros. Жуки) – wieś na Białorusi, w obwodzie mińskim, w rejonie mińskim, w sielsowiecie Horanie.
W dwudziestoleciu międzywojennym wieś leżała przy granicy polsko-radzieckiej, po stronie sowieckiej.